# فرفیلد (مین)
فرفیلد(به انگلیسی: Fairfield) شهری در ایالت مین کشور ایالات متحده آمریکا است که جمعیت آن در سرشماری سال ۲۰۱۰ میلادی، ۲٬۶۳۸ نفر بوده‌است.